# Jill Scott (Fußballspielerin)

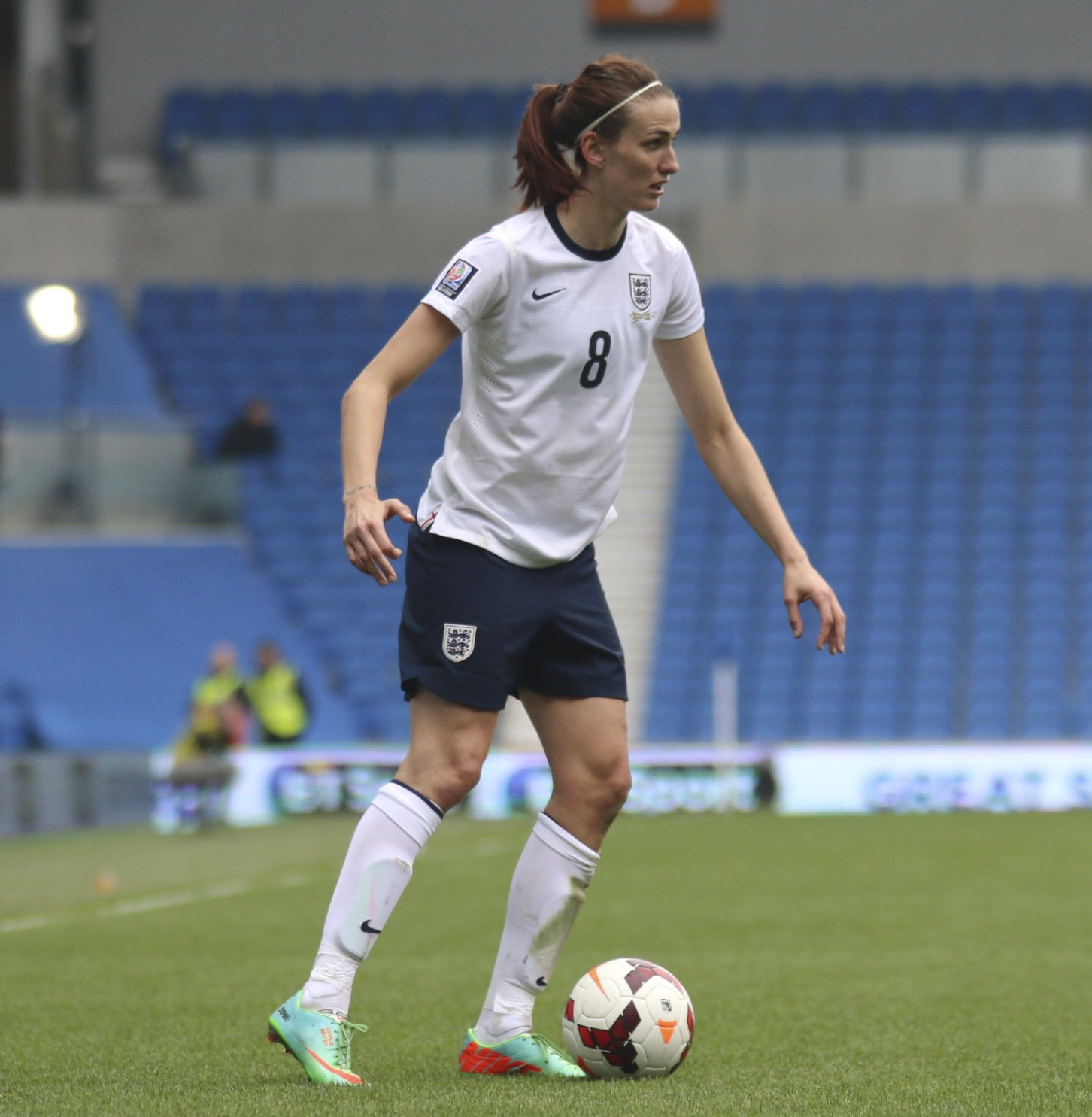
Scott (2014)

Jill Louise Scott (* 2. Februar 1987 in Sunderland, Tyne and Wear) ist eine ehemalige englische Fußballspielerin. Die Mittelfeldspielerin stand zuletzt bei Manchester City unter Vertrag und spielte für die englische Nationalmannschaft. Mit 21 Spielen bei den WM-Turnieren 2007, 2011, 2015 und 2019 ist sie die englische Spielerin mit den meisten WM-Einsätzen.

## Werdegang

### Vereine
Scott begann ihre Karriere in ihrer Geburtsstadt beim Sunderland WFC, für den sie bis 2006 spielte. Zunächst spielte sie für Sunderland in der Northern Division der FA Women's Premier League. In der Saison 2004/05 gelang als Meister der Aufstieg in die National Division, Scott trug dazu mit acht Toren in 18 Spielen bei. In der National Division gelangen ihr nur vier Tore in 15 Spielen. Sunderland musste als Vorletzter in die Relegation gegen Bristol City, den Zweiten der Southern Division. Zwar wurde das Heimspiel mit 1:3 verloren, durch ein 4:2 im Rückspiel wurde aber aufgrund der Auswärtstorregel die Liga gehalten.
Danach wechselte sie zum Vizemeister Everton LFC. Mit Everton gewann sie 2008 den Ligapokal und wurde viermal in Folge Vizemeisterin der National Division. 2008 wurde sie zur englischen Fußballerin des Jahres gewählt. Als Vizemeister von 2008 konnte Everton an der Qualifikationsrunde zur UEFA Women’s Champions League 2009/10 teilnehmen, wo sich die Mannschaft bei einem Turnier in Kroatien mit drei Siegen durchsetzte. Im Sechzehntelfinale wurde dann aber gegen den norwegischen Meister Røa IL in Norwegen mit 0:3 verloren. Der 2:0-Heimsieg reichte dann nicht um das Achtelfinale zu erreichen. 2010 gewann sie mit Everton den FA Women’s Cup durch ein 3:2 nach Verlängerung gegen Arsenal. In der Qualifikation zur UEFA Women’s Champions League 2010/11 setzte sich Everton bei einem Turnier in Litauen mit drei Siegen und 23:0 Toren durch, wobei ihr beim 10:0 gegen den mazedonischen Meister ZFK Borec ihr erstes Tor auf europäischer Vereinsebene gelang. Die Reise durch Europa endete erst im Viertelfinale, wo zweimal gegen den deutschen Vizemeister FCR 2001 Duisburg verloren wurde. In der Premierensaison der 2011 neugeschaffenen FA Women’s Super League belegte Everton nur den dritten Platz, so dass die Qualifikation für die UEFA Women’s Champions League 2012/13 verpasst wurde. Diese Platzierung wurde 2012 wiederholt, 2013 reichte es sogar nur zum fünften Platz.
2014 wechselte sie zum Liganeuling Manchester City WFC. Nach einem fünften und einem zweiten Platz in der Liga sowie dem WSL-Ligapokalsieg 2014 gelang den Citizens 2016 das Double aus Meisterschaft und WSL-Ligapokalsieg. In der UEFA Women’s Champions League 2016/17 erreichte sie mit ihrer Mannschaft das Halbfinale, wo nach einer 1:3-Heimniederlage gegen Titelverteidiger Olympique Lyong der 1:0-Auswärtssieg nicht reichte, um ins Finale zu kommen. Scott kam in allen acht Spielen zum Einsatz, in denen sie ein Tor erzielte. 
In der „Spring Series“ genannten kurzen Übergangssaison 2017 kam sie in allen acht Spielen zum Einsatz. Diese kurze Saison endete ebenso mit der Vizemeisterschaft wie die folgende, nun an den normalen europäischen Spielkalender angepasste Saison 2017/18. Dazwischen gewann sie am 13. Mai 2017 den FA Women’s Cup durch ein 4:1 gegen Birmingham City, wobei sie das letzte Tor erzielte.
In der UEFA Women’s Champions League 2017/18 kam sie in allen acht Spielen zum Einsatz und erzielte dabei ein Tor. Die Citizens scheiterten erneut im Halbfinale an Lyon.
2018/19 wurde ManCity erneut Zweiter, sie wurde dabei in 19 Spielen eingesetzt. In der UEFA Women’s Champions League 2018/19 kam sie nur in zwei Spielen zum Einsatz, bedingt dadurch, dass bereits im Sechzehntelfinale Schluss war, wo ManCity nach einem 1:1 bei Atlético Madrid das Heimspiel mit 0:2 verlor. Am 4. Mai 2019 konnte aber durch ein 3:0 gegen West Ham United vor 43.264 Zuschauern im Wembley-Stadion der FA Women’s Cup gewonnen werden.
In der FA Women’s Super League 2019/20 absolvierte sie am 23. Februar 2020 ihr 100. Ligaspiel für Manchester City. Sie lagen zu dem Zeitpunkt auf Platz 1 der Tabelle. Aufgrund der COVID-19-Pandemie wurden die nächsten Spiele zunächst auf unbestimmte Zeit verschoben und Ende Mai endgültig abgesagt. Am 5. Juni 2020 wurde die zweitplatzierte Mannschaft von Chelsea aufgrund des besseren Quotienten zum Meister erklärt und Manchester City zum Vizemeister.
Im Januar 2021 wurde sie für den Rest der Saison an ihren früheren Verein Everton ausgeliehen. Nach acht Einsätzen in der Saison 2021/22 wurde sie an Aston Villa LFC ausgeliehen.

### Nationalmannschaft
Am 31. August 2006 debütierte Scott bei einem Spiel gegen die Niederlande in der englischen Nationalmannschaft. Sie nahm an der Weltmeisterschaft 2007, der Europameisterschaft 2009 und der WM 2011 teil. Bei der WM erzielte sie zwei Tore: den 1:1-Ausgleichstreffer im Gruppenspiel gegen Neuseeland und die zwischenzeitliche 1:0-Führung im Viertelfinale gegen Frankreich, die sie nach feiner Einzelleistung erzielte. Da Frankreich noch der Ausgleich gelang und im Elfmeterschießen einmal mehr traf, schied England aus. Insgesamt kam sie zu vier Einsätzen bei der WM in Deutschland und hatte dadurch zusammen mit vier anderen Spielerinnen mit acht WM-Einsätzen die meisten WM-Spiele für Englands Frauen bestritten.
2012 stand Scott im Team GB, das an den Olympischen Spielen in London teilnahm. Sie kam in allen vier Spielen zum Einsatz, wobei sie ein Tor schoss. Im Viertelfinale schied das Team GB gegen Kanada aus.
Scott stand im englischen Kader für die EM 2013 in Schweden und wurde in den drei Spielen bis zum Ausscheiden eingesetzt.
2015 gewann Scott mit England zum dritten Mal den Zypern-Cup. Sie stand dabei in allen Endspielen in der Startelf. Scott gehörte dann auch zum englischen Kader für die WM in Kanada. Sie wurde in sechs Spielen eingesetzt und nur im letzten Gruppenspiel gegen Kolumbien nicht berücksichtigt. Mit ihrer Mannschaft gelang ihr im Spiel um Platz 3 erstmals ein Sieg gegen Deutschland und damit erstmals nach dem WM-Sieg der Männer 1966 wieder der Gewinn einer WM-Medaille. Mit 14 WM-Spielen ist sie nun alleinige englische WM-Rekordnationalspielerin.
Am 27. Oktober 2015 machte Scott beim 1:0-Sieg gegen Australien ihr 100. Länderspiel für England.
Am 7. Juni 2016 qualifizierten sich die Engländerinnen als mindestens einer der besten Gruppenzweiten, am 20. September als Gruppensieger für die EM-Endrunde, bei der Scott unter anderem auf die Schottinnen mit ihrer Mitspielerin Jane Ross traf, die sowohl in der 2016er-Meisterschaftssaison als auch der EM-Qualifikation eine der besten Torschützinnen war. Die Engländerinnen waren den Schottinnen aber deutlich überlegen und gewannen mit 6:0. Nach einem 2:0 gegen Spanien waren die Engländerinnen schon für das Viertelfinale qualifiziert, so dass sie wie einige andere Stammspielerinnen auch, im dritten Gruppenspiel nicht eingesetzt wurde. Sie kam dann beim 1:0-Viertelfinalsieg gegen Französische Fußballnationalmannschaft der Frauen zwar zu einem 90-minütigen Einsatz, wurde dann aber bei der 0:3-Niederlage im Halbfinale gegen die Gastgeberinnen nicht eingesetzt.

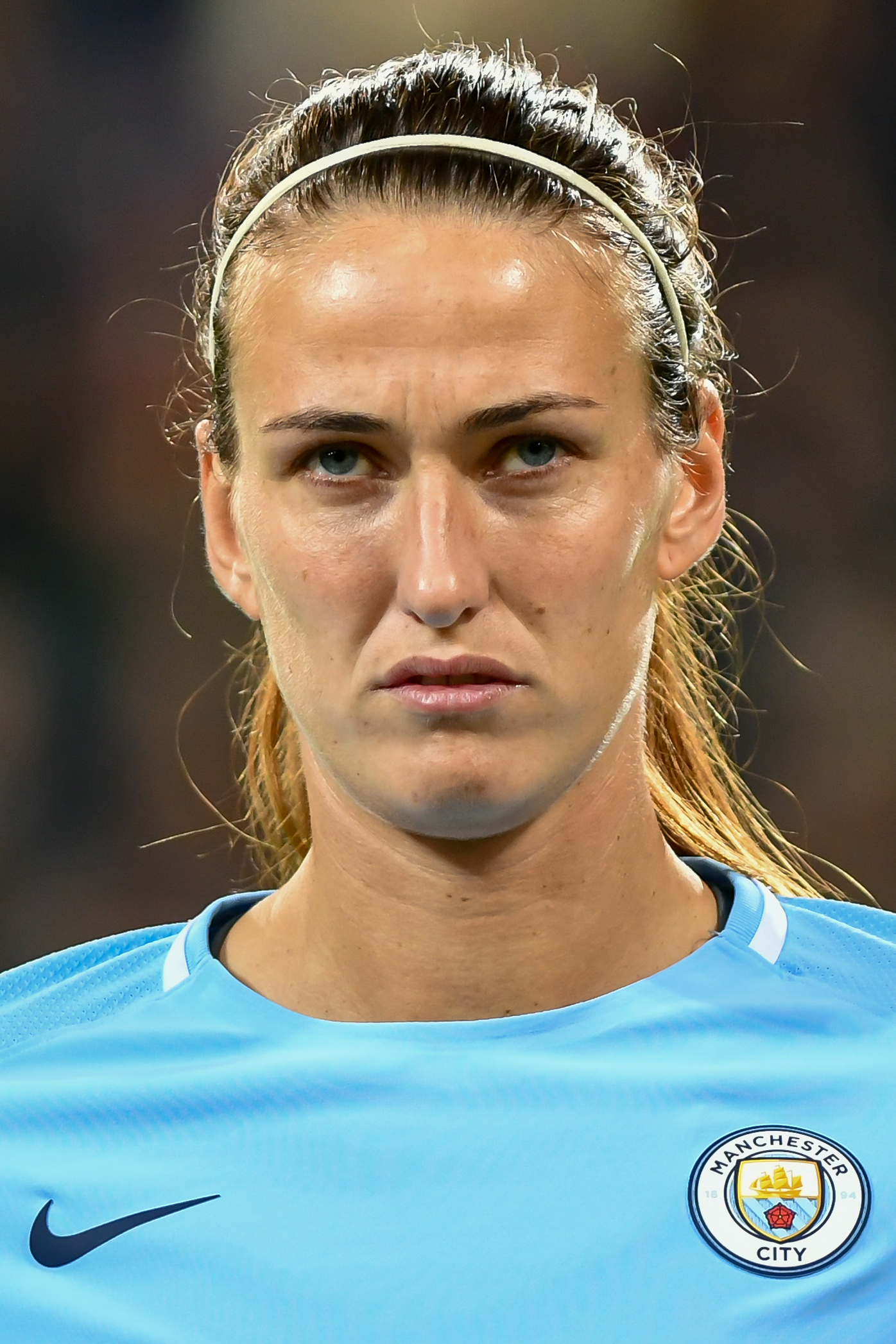
Scott im Jahr 2017

In der Qualifikation zur WM 2019 hatte sie nur drei Einsätze, davon das entscheidende Spiel um den Gruppensieg gegen Wales, das mit 3:0 gewonnen wurde. Insgesamt kam sie 2018 nur auf drei Einsätze und 2019 wurde sie erst in den beiden letzten Spielen vor der WM-Kadernominierung eingesetzt. Am 8. Mai erfolgte dann die Nominierung für die WM in Frankreich und damit ihre vierte WM. Zu dieser fuhr sie als englische WM-Rekordspielerin. Dort baute sie mit Einsätzen in allen sieben Spielen der Engländerinnen den Rekord auf 21 WM-Spiele aus und überholte dabei auch Peter Shilton den Rekordspieler der Männer, der es auf 17 WM-Spiele für England gebracht hatte. Dabei wurde sie lediglich im Achtelfinale gegen Kamerun in der 78. Minute ausgewechselt. Im anschließenden Viertelfinalspiel gegen Norwegen hatte sie ihre Mannschaft bereits in der 3. Minute mit ihrem insgesamt vierten WM-Tor in Führung gebracht (Endstand 3:0). Am Ende wurde sie mit ihrer Mannschaft Vierter.
Am 23. Februar 2021 bestritt sie ihr 150. Länderspiel für England.
Am 27. Mai 2021 wurde sie für das Team GB nominiert, das an den wegen der COVID-19-Pandemie um ein Jahr verschobenen Olympischen Spielen in Tokio teilnahm. Bei den Spielen wurde sie im ersten und zweiten Gruppenspiel in der 89. bzw. 90. Minute eingewechselt. Im dritten Gruppenspiel stand sie in der Startelf, wurde aber nach 63 Minuten ausgewechselt. Im Viertelfinale gegen Australien wurde sie in der 80. Minute beim Stand von 2:1 eingewechselt, die Britinnen verloren dann noch mit 3:4 nach Verlängerung.
Von der neuen Nationaltrainerin Sarina Wiegman wurde sie auch für die ersten Spiele der Qualifikation für die WM 2023 nominiert, kam dort aber nur in den Schlussminuten zum Einsatz. Beim 20:0-Rekordsieg gegen Lettland, dem höchsten Sieg einer europäischen Mannschaft, wurde sie nach einer Stunde eingewechselt und erzielte sieben Minuten später das Tor zum 13:0-Zwischenstand.
Am 17. Mai 2022 wurde sie für den vorläufigen EM-Kader benannt. Am 15. Juni wurde sie auch für den finalen Kader berücksichtigt. Es war für sie die vierte EM-Teilnahme. Bei der EM wurde sie viermal eingewechselt, darunter im Finale und beendete das Turnier mit dem ersten EM-Titel für England. Mit nun 14 EM-Spielen ist sie zusammen mit Kelly Smith und Fara Williams die am zweithäufigsten bei EM-Endrunden eingesetzte englische Spielerin. Nach der Meisterschaft beendete sie ihre Karriere.

## Erfolge
- Vereine:
  - 2004/05: Meisterschaft der Northern Division
  - FA Women’s Cup 2010 (mit Everton), 2016/17 und 2018/19 (mit Manchester City)
  - Ligapokal 2008 (mit Everton)
  - Englische Meisterin 2016 (mit Manchester City)
  - WSL-Ligapokalsiegerin 2014, 2016 und 2018/19 (mit Manchester City)
- Nationalmannschaft:
  - Zypern-Cup Siegerin 2009, 2013 und 2015
  - WM-Dritte 2015
  - 2022: Gewinn des Arnold Clark Cup
  - Europameisterin 2022

## Auszeichnungen
- Berufung in die Mannschaft des Turniers bei der Weltmeisterschaft 2011

## Privates
Seit März 2020 ist Scott mit Shelly Unitt verheiratet.